# Madeleine Crippen
Madeleine Marie Crippen –conocida como Maddy Crippen– ([Conshohocken[]], 10 de julio de 1980) es una deportista estadounidense que compitió en natación.
Ganó una medalla de plata en el Campeonato Pan-Pacífico de Natación de 1997, en la prueba de 400 m estilos. Participó en los Juegos Olímpicos de Sídney 2000, ocupando el sexto lugar en la misma prueba.

## Palmarés internacional
| Campeonato Pan-Pacífico | Campeonato Pan-Pacífico | Campeonato Pan-Pacífico | Campeonato Pan-Pacífico |
| Año                     | Lugar                   | Medalla                 | Prueba                  |
| ----------------------- | ----------------------- | ----------------------- | ----------------------- |
| 1997                    | Fukuoka (Japón)         | Medalla de plata        | 400 m estilos           |